# Zuša
La Zuša (in russo Зуша?) è un fiume della Russia europea, affluente di destra dell'Oka. Scorre nell'Oblast' di Tula e di Orël.

## Descrizione
Il fiume ha origine nel distretto Kamenskij (regione di Tula). Quindi scorre nella regione di Orël attraverso i distretti Korsakovskij e Novosil'skij, in direzione sud-ovest, e poi, vicino alla città di Novosil', gira piuttosto bruscamente a nord-ovest, passa nel distretto Mcenskij, dove attraversa la città di Mcensk, e sfocia nel fiume Oka vicino al villaggio di Gorodišče, al confine con il distretto Bolchovskij.
Il fiume ha una lunghezza di 234 km, la larghezza presso Novosil' è di 32 metri, la profondità di 2 metri; nel distretto Mcenskij la larghezza è di 40-80 metri e la profondità è di 2 metri. L'area del suo bacino è di 6 950 km². Le coste sono generalmente ripide e rocciose, composte da depositi del Devoniano; la corrente è veloce, vicino alla città di Novosil' ci sono delle rapide. Il fiume è ghiacciato da inizio dicembre a fine marzo.
I maggiori affluenti sono: Neruč' (lungo 111 km), proveniente dalla sinistra idrografica, Čern' (100 km) e Snežed', dalla destra.